# Myrmecodia
Myrmecodia é um género botânico pertencente à família  Rubiaceae (sarang Semut).

## Classificação
Espécies:
- Myrmecodia alata Becc.
- Myrmecodia albertisii Becc.
- Myrmecodia angustifolia Valeton
- Myrmecodia archboldiana Merr. & L.M.Perry
- Myrmecodia aureospina Huxley & Jebb
- Myrmecodia beccarii Hook.f.
- Myrmecodia brassii Merr. & L.M.Perry
- Myrmecodia erinacea Becc.
- Myrmecodia ferox Huxley & Jebb
- Myrmecodia gracilispina Huxley & Jebb
- Myrmecodia horrida Huxley & Jebb
- Myrmecodia jobiensis Becc.
- Myrmecodia kutubuensis Huxley & Jebb
- Myrmecodia lamii Merr. & L.M.Perry
- Myrmecodia longifolia Valeton
- Myrmecodia longissima Valeton
- Myrmecodia melanacantha Huxley & Jebb
- Myrmecodia oblongata Valeton
- Myrmecodia oksapminensis Huxley & Jebb
- Myrmecodia paradoxa Huxley & Jebb
- Myrmecodia pendens Merr. & L.M.Perry
- Myrmecodia platyrea Becc.
- Myrmecodia platytyrea Becc.
- Myrmecodia pteroaspida Huxley & Jebb
- Myrmecodia schlechteri Valeton
- Myrmecodia sterrophylla Merr. & L.M.Perry
- Myrmecodia tuberosa Jack